# Majorowizna
Majorowizna (Majerowizna) – kolonia w Polsce położona w województwie podlaskim, w powiecie bielskim, w gminie Brańsk.
Leży nad Nurcem dopływem Bugu.
Do 2024 r. miejscowość była kolonią wsi Kiersnówek. W latach 1975–1998 miejscowość administracyjnie należała do województwa białostockiego.
Wierni kościoła rzymskokatolickiego należą do parafii Wniebowzięcia Najświętszej Maryi Panny w Brańsku.